# Lakkappanahalli, Ramanagara
Lakkappanahalli là một làng thuộc tehsil Ramanagara, huyện Ramanagara, bang Karnataka, Ấn Độ.